# ケンポナシ
ケンポナシ（玄圃梨、学名: Hovenia dulcis）は、クロウメモドキ科ケンポナシ属の落葉高木。山野に生える。

## 名称
昔の日本ではテンボノナシと呼び、肥前ではケンポコナシと呼んでいたが、シーボルトは、計無保乃梨（ケンポノナシ）、別名を漢名「シグ」とした。転訛して、ケンポナシとなった。別名「ヒロハケンポナシ」ともよばれる。中国名は「北枳椇」。

## 分布
日本、朝鮮半島、中国の東アジア温帯一帯に分布し、日本では北海道の奥尻島、本州、四国、九州まで分布する。山地の渓流沿いの斜面に自生する。植栽として、庭などに植えられる。果実の見かけは枝つき干し葡萄のようなので、英語では"Japanese raisin tree"という。

## 特徴
落葉広葉樹の高木。樹皮は暗灰色で、成木では縦に浅く裂けて、やがて短冊状に剥がれ、老木では縦の網目状になる。樹皮がよく剥がれたものはアサダの樹皮に似ている。若木の樹皮は縦に筋が入る。一年枝は暗紫色でつやがあり、皮目が多い。葉は葉縁がやや内巻で波打ち、鋸歯がある。
花期は初夏（6 - 7月）。淡黄緑色の小型の花が集散花序になって咲く。
秋に直径7 - 10ミリメートル (mm) の球形の果実が黒紫色に熟す。同時にその根元の黒っぽい果柄部が同じくらいの太さにふくらんで、ナシ（梨）のように甘くなり食べられ、野生動物にも好まれる。
被食型散布樹種でありハクビシンやタヌキに食べられることで、分布範囲を拡大し種子の発芽率が上昇する。
冬芽は卵形や球形をした鱗芽で、2 - 5枚の芽鱗に包まれており、内側の芽鱗は毛が密生する。枝先に仮頂芽をつけ、側芽は互生し葉痕に1個おきにつく。ときに、葉痕の上に円い果軸の落ちた跡がある。葉痕はV字形で、維管束痕は3個つく。

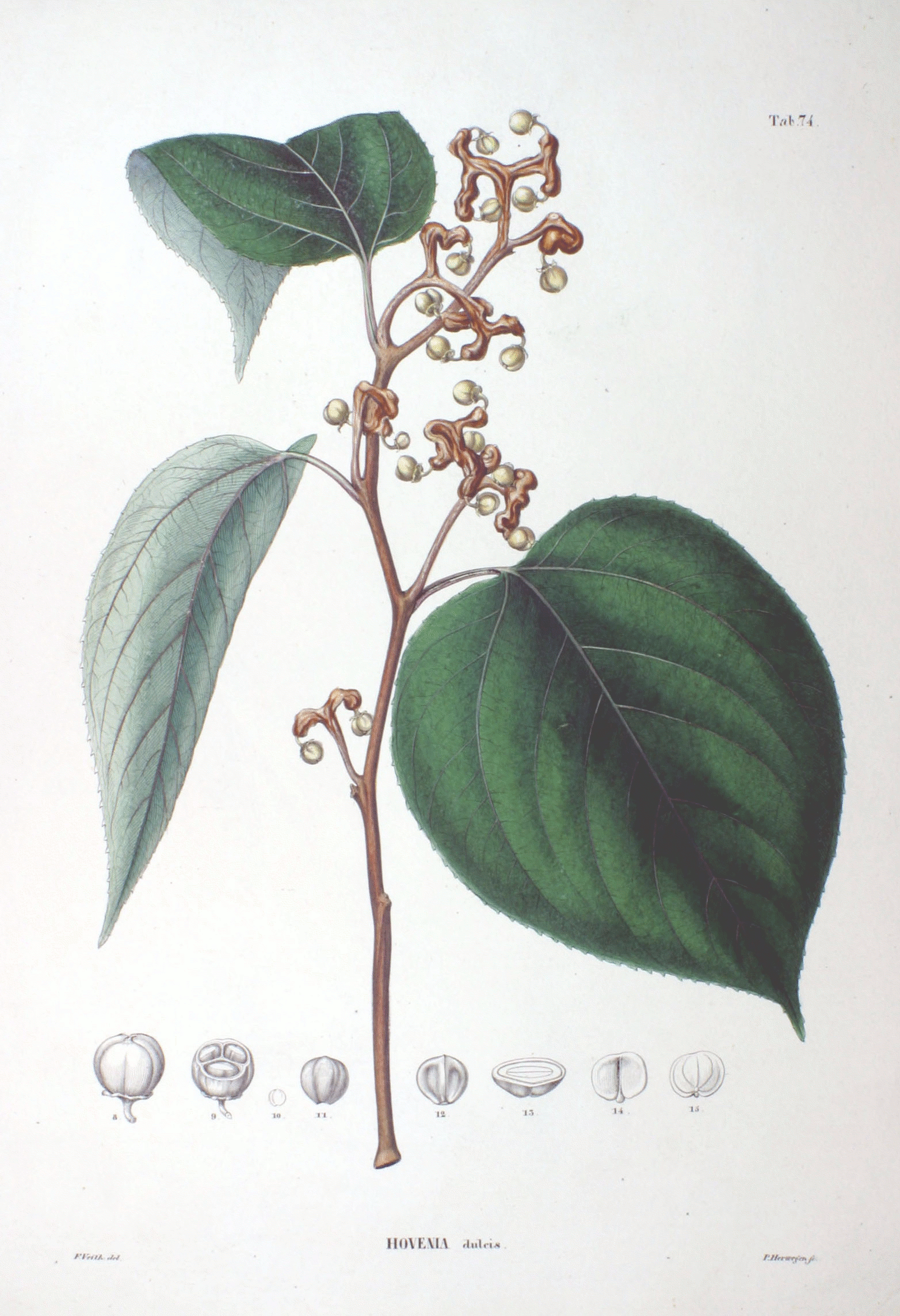
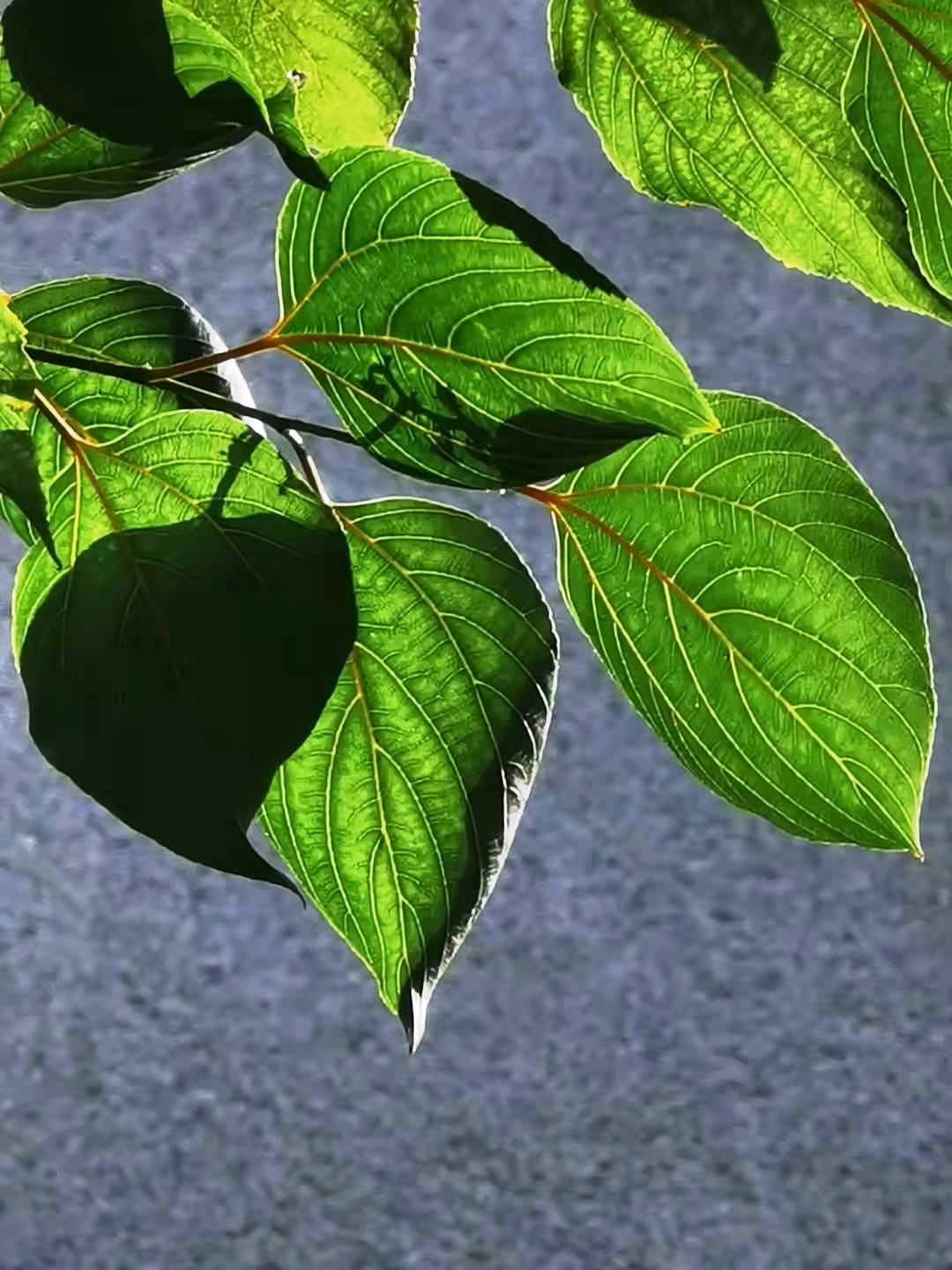
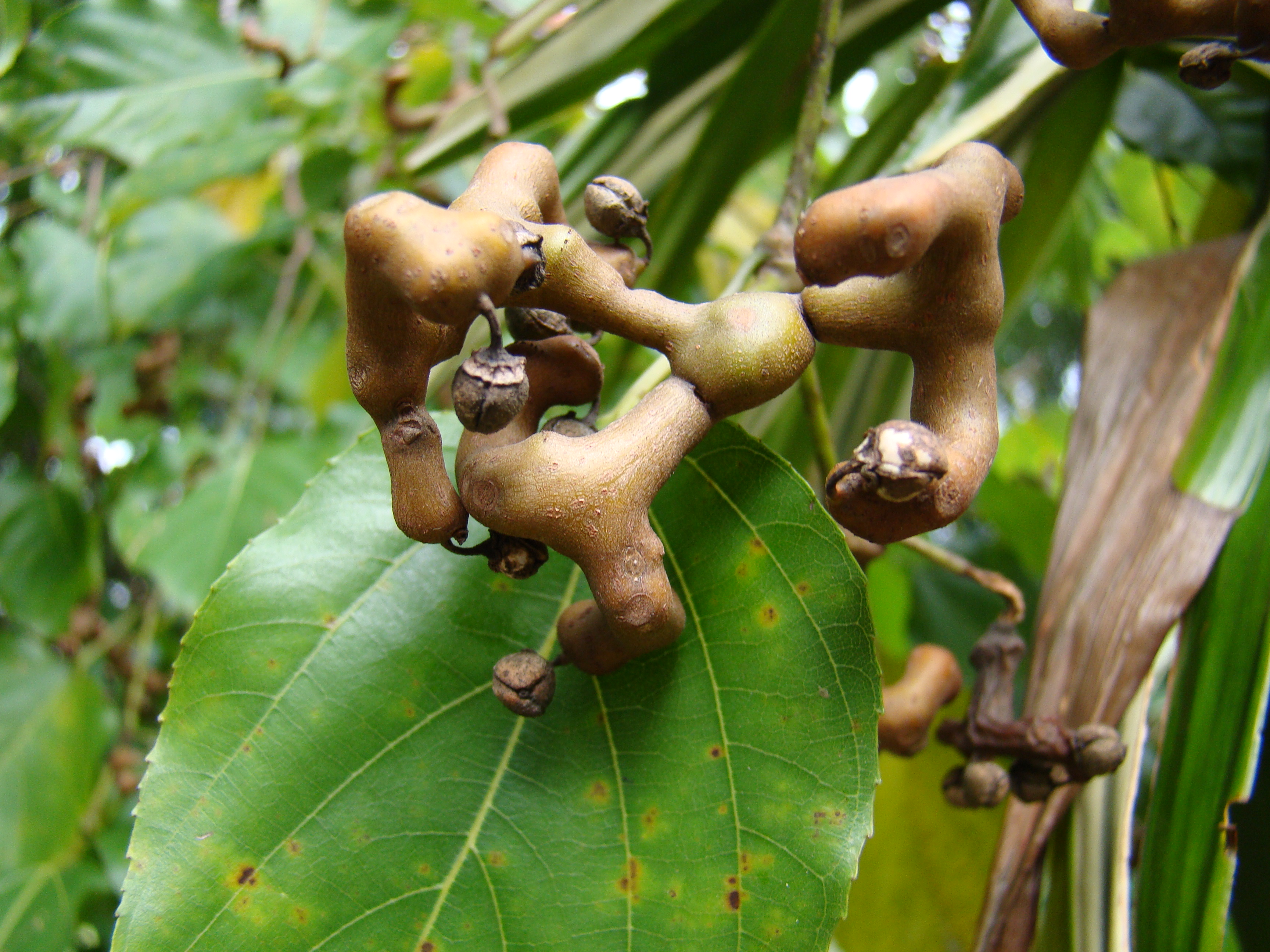
果柄部
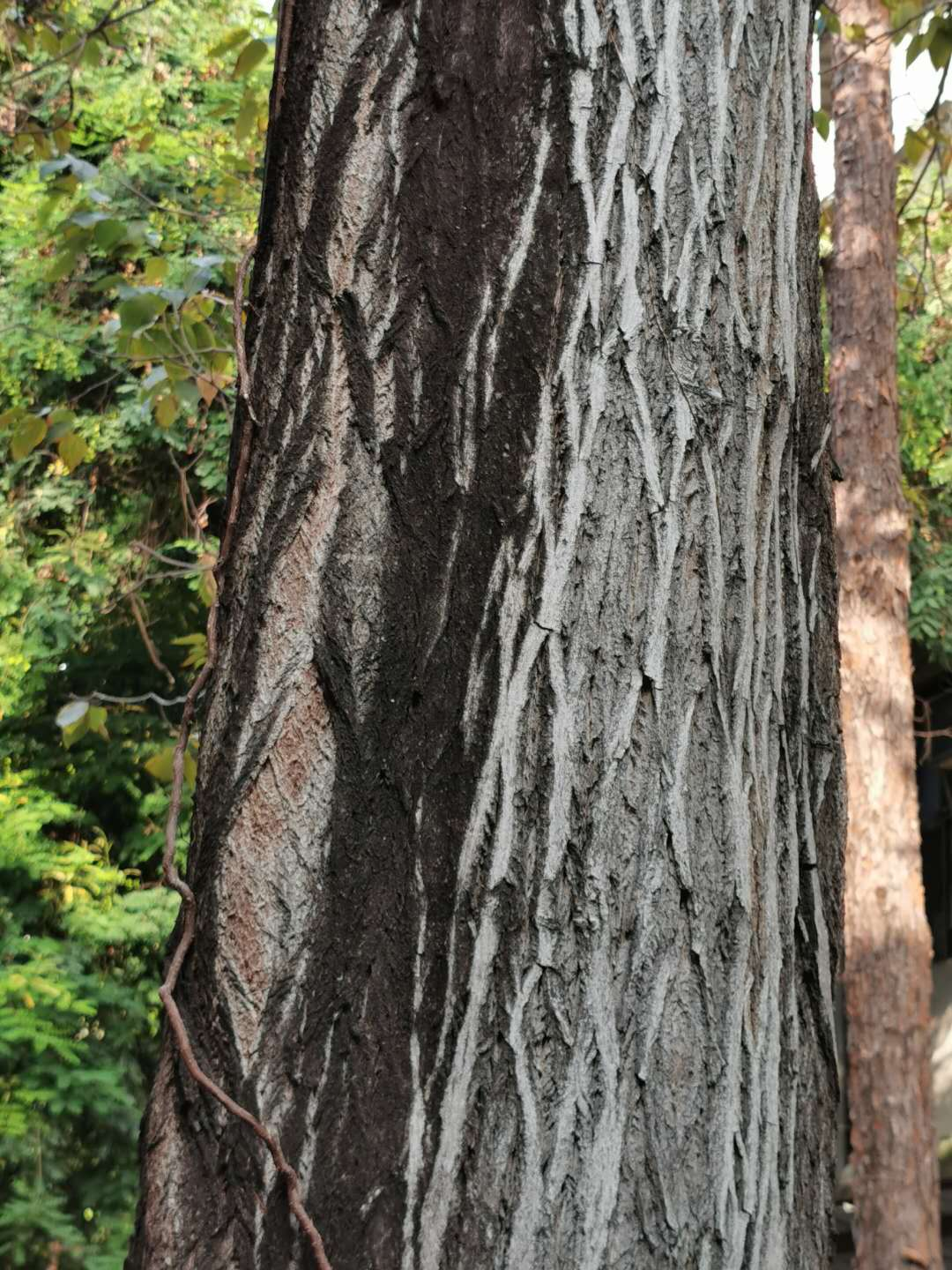

## 利用
庭木にされる。太った果柄は食用となり、ナシのような甘さと歯触りがある。
実は民間では二日酔いに効くともいわれる。この効用はジヒドロミリセチンと呼ばれる化合物に由来するという研究が発表されている。
葉や樹皮を煎じて茶のように飲むこともある。葉に含まれる配糖体 ホズルシンには甘味を感じなくさせる性質がある。ケンポナシ抽出物にはアルコール臭の抑制効果があるという報告もあり、ケンポナシ抽出物はチューイングガムなどに利用される。

## ケンポナシ属
東アジア温帯に数種ある。
ケンポナシ Hovenia dulcis
ケケンポナシ Hovenia trichocarpa（Hovenia tomentella）
本州・四国にはよく似たケンポナシよりも多く生えている。これは葉裏・花序・果実に毛があることと葉の形（厚く、鋸歯が鈍い）とでケンポナシと区別されるが、同じように利用される。
シナケンポナシ Hovenia acerba